# 갈매기 (2021년 영화)
《갈매기》는 2021년에 개봉한 대한민국의 영화이다.

## 캐스팅
- 정애화: 오복 역
- 이장유: 무일 역
- 고서희: 인애 역
- 김가빈: 지애 역
- 김병춘: 기택 역
- 김안나: 선자 역
- 공화사: 점례 역